# Achta Saleh Damane
 (février 2021).
Achta Saleh Damane est une journaliste et femme politique tchadienne. Elle a occupé plusieurs postes dans l'administration tchadienne, parmi lesquels vice-présidente du Haut Conseil de la communication, secrétaire d'État aux Affaires étrangères , secrétariat générale du ministère de la communication. Du 18 Novembre 2018 au 30 juin 2019, elle a été secrétaire d’État à l’Éducation nationale et à la Promotion civique. Puis le 30 juin 2019, Achta Saleh Damane est nommée secrétaire d'État aux affaires étrangères. Depuis le 5 mars 2024, elle est secrétaire générale adjointe à la Présidence de la République,